# Rikbaktsa

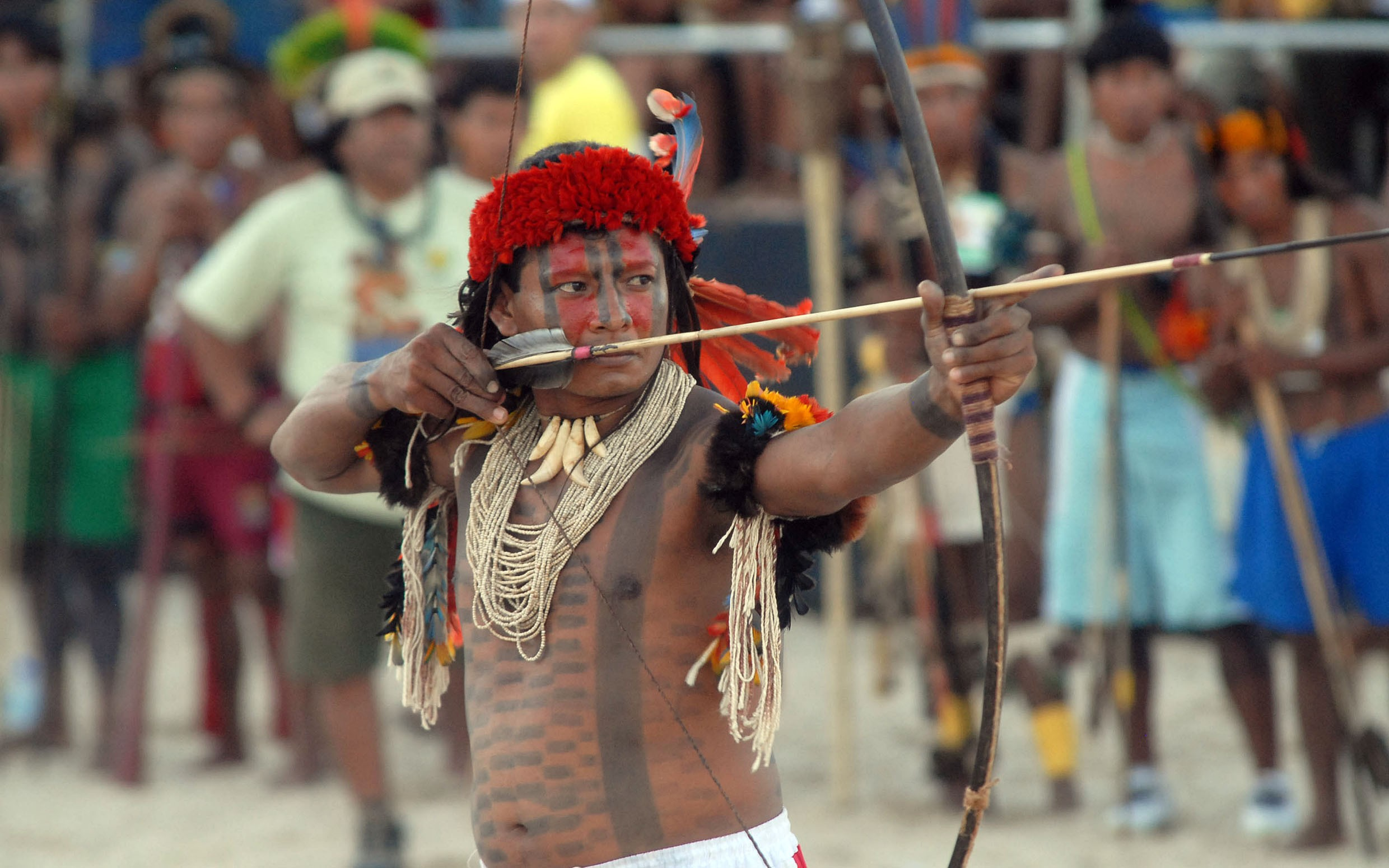
Un ragazzo Rikbaktsa ai Giochi Indigeni del Brasile.

I Rikbaktsa (o anche Aripaktsa) sono un gruppo etnico del Brasile che ha una popolazione stimata in circa 1.025 individui. Parlano la lingua Rikbaktsa (codice ISO 639: ART) e sono principalmente di fede animista.
Vivono nello stato brasiliano del Mato Grosso, nei pressi delle confluenze dei fiumi Sangue e Juruena, e dei fiumi Arinos e Sangue, (Posto Escondido), in un ambiente di foresta tropicale. Denominazioni alternative: Aripaktsa, Erikbatsa, Erikpatsa, Canoeiro. Sono conosciuti anche come Orelhas de Pau ("orecchie di legno"). Sono temuti dagli altri gruppi della regione perché considerati forti guerrieri, decisi oltre ogni cosa a far rispettare i propri diritti. Negli anni sessanta del XX secolo il 75% circa della popolazione ha abbandonato le zone di origine (molti sono deceduti). In seguito negli anni ottanta e novanta vi è stata una forte ripopolazione quando al gruppo è stata concessa una riserva.

## Nome
Rikbaktsa (in lingua Rikbaktsa rik, persona, bak, essere umano, tsa [suffisso plurale]) è il nome usato dagli indigeni per indicare loro stessi. Si può tradurre come "gli esseri umani". Il nome è scritto anche con altre ortografie: Ricbacta, Erikbaktsa, Erigpaktsa, Erigpagtsá, Erigpactsa, Erikbaktsá, Arikpaktsá, e Aripaktsá. Localmente vengono anche chiamati Canoeiros (gente delle canoe), o raramente Orelhas de Pau (orecchie di legno).

## Luogo

Il territorio dei Rikbaktsa si trova all'interno dello stato del Mato Grosso.

I Rikbaktsa vivono nella foresta amazzonica nel nord-ovest del Mato Grosso. Il loro territorio tradizionale si estendeva su 50.000 km² di terreno, nel bacino dei Rio Juruena, dal Rio Papagaio a sud fino alle cascate Augusto a nord sul fiume Tapajós. A ovest il limite era demarcato dal Rio Aripuanã e ad oriente dal Rio Arinos, vicino al Rio Peixes.
Oggi possiedono il diritto di abitare su tre Terre Indigene: Erikbaktsa (79.935 ettari, demarcato nel 1968), Japuíra (152.509 ettari, demarcato nel 1986), ed Escondido (168.938 ettari, demarcato nel 1998).

## Storia
Non ci sono riferimenti storici ai Rikbaktsa prima del XX secolo, e non ci sono stati studi archeologici riguardanti la loro terra. Comunque, la tradizione orale, la geografia presente nei loro miti, e la loro accurata conoscenza di flora e fauna della zona conferma che questo popolo abbia vissuto a lungo sue questo territorio.
Attraverso spedizioni scientifiche, strategiche, e commerciali, alcune persone visitarono la regione attorno alla zona dove vivono i Rikbaktsa dal XVII secolo, rimanendo presso i fiumi e non addentrandosi nel loro territorio. Solo a partire dal boom della gomma nel 1940 si cominciarono ad avere delle informazioni sugli indigeni, conosciuti per le loro bellicose relazioni con gli altri indigeni vicini. I Rikbaktsa inizialmente respinsero i raccoglitori di gomma, ma tra il 1957 e il 1962 giunsero dei missionari che convinsero gli indigeni a smettere di respingere i lavoratori. Dal 1962 l'estrazione di caucciù, le miniere, e l'industria agricola hanno ridotto il territorio dei Rikbaktsa.

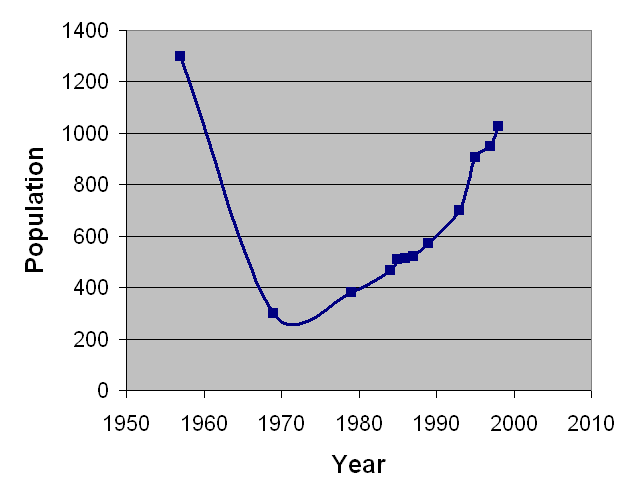
Statistiche sulla popolazione Rikbaktsa

Durante il processo di pacificazione e negli anni successivi, le epidemie di influenza, morbillo, e vaiolo ridussero la popolazione di Rikbaktsa a un quarto del loro numero. Persero gran parte del loro territorio, e molti dei bambini vennero portati lontano in scuole dei missionari gesuiti. Gli adulti vennero spostati dai loro villaggi a dei villaggi più grandi amministrati da dei gesuiti. Nel 1968 venne stabilita la demarcazione della Terra Indigena dei Rikbaktsa, che comprendeva solo un decimo del territorio originario. I bambini cominciarono a ritornare ai loro villaggi nativi.
Negli anni '70 i missionari iniziarono a riconoscere i diritti degli indigeni e la loro cultura. Questo periodo vide una crescita della popolazione Rikbaktsa. A partire dagli anni '70 i Rikbaktsa hanno cercato di riportare il loro territorio tradizionale sotto la loro custodia. Nel 1985 riuscirono a riprendere il controllo del Japuíra. Dopo il 1987, il maggiore accesso alle risorse e ai servizi sanitari della missione di Anchieta e del FUNAI, la popolazione crebbe ancora di numero. Nel 2001 si contavano 909 membri.
Negli ultimi anni la struttura decentralizzata della società Rikbaktsa si è rivelata un ostacolo al tentativo di tenere unita la cultura di questi indigeni. Nel 1995 i Ribaktsa hanno creato la Associação Indígena Rikbaktsa (Associazione Indigena Rikbaktsa), detta anche Asirik. L'organizzazione serve a interagire con le agenzie esterne e a fornire una voce più unificata. I Ribaktsa hanno investito molti soldi nel settore educativo; vi sono 20 scuole nei villaggi, gestite da insegnanti indigeni. La missione di Anchieta educava le donne indigene per dare loro una formazione come infermiere e dentiste.

## Lingua
La lingua nativa dei Rikbaktsa, chiamata Rikbaktsa o Erikbaktsa, appartiene alla famiglia linguistica macro-gê. Come in altre lingue degli indigeni sudamericani, i suffissi indicano il sesso maschile o femminile della parola.
La maggior parte dei Rikbaktsa parla rikbaktsa e portoghese. Gli individui giovani tendono a parlare il portoghese più frequentemente e quindi sono più fluenti degli anziani. Gli individui anziani fanno fatica a parlare il portoghese e quindi lo usano solo per comunicare con gente che non appartiene al loro gruppo etnico.

## Organizzazione politica
La reciprocità è importante. Le donne vengono scambiate tra i clan come spose, e i beni e la forza lavorativa vengono offerti ad altri clan. Se la reciprocità viene meno si vengono a causare divisioni tra i sottogruppi. Mentre un tempo vi erano delle serie rivalità tra i vari gruppi di indigeni dei vari fiumi, oggi, a causa della necessità di sopravvivere, si è venuta a creare una maggiore coesione tra i gruppi, e a volte si formano alleanze con altre tribù indigene.
Tradizionalmente i Rikbaktsa non hanno capi, e ogni gruppo domestico forma una propria unità politica. Una leadership centralizzata imposta dai missionari non ebbe successo. Nonostante la mancanza di veri e propri capi, vi sono dei membri della comunità che sono influenti e che modellano il comportamento degli altri oltre le loro case. Queste specie di leader sono spesso state persone con grandi capacità interpersonali e con molti parenti. Negli anni recenti, i giovani uomini che sono familiari con la società brasiliana hanno influenzato particolarmente la società di questi indigeni.

## Credo e cultura
Le storie tramandate oralmente e i miti sono importanti per i Rikbaktsa. I Rikbaktsa credono nella reincarnazione e che le incarnazioni future siano dipendenti dalla vita che uno ha condotto in passato. I buoni si reincarnano in altri esseri umani o scimmie della notte (che non sono mai cacciate dagli indigeni), mentre i malvagi si reincarnano in animali pericolosi, come il giaguaro e i serpenti velenosi. I Rikbaktsa credono che tutti gli organismi fossero un tempo umani, e che sono stati trasformati in animali a causa delle loro azioni.
Le malattie sono considerate come il risultato della violazione dei tabù, della magia, o dall'avvelenamento da parte dei nemici. La medicina tradizionale dei Rikbaktsa vede l'uso di piante e purificazione rituale.
Per questi indigeni la musica, i rituali, e i costumi tradizionali servono come elemento di unificazione in contrasto al contatto con il mondo esterno. La caccia, la pesca, e l'agricoltura vengono rese come un rituale ricco di cerimonia durante l'anno. Le due maggiori cerimonie sono la cerimonia del mais verde di gennaio e la cerimonia di ripulitura della foresta di maggio. Spesso in ogni cerimonia gli indigeni usano pitture per il corpo, ornamenti, penne e piume di uccelli, l'uso di flauti per suonare musiche tradizionali, e si raccontano storie mitiche.

## Riti di passaggio

### Uomini
I ragazzini ricevono un nome alla nascita. All'età di 3-5 anni il bambino va a caccia con il padre e impara la geografia locale. All'età di 8 o 10 anni i bambini possono creare i propri archi e frecce. Quando un bambino raggiunge una buona padronanza dell'uso dell'arco all'età di 11-12 anni, il suo naso viene forato con un piercing durante la cerimonia del mais e riceve il suo secondo nome. A questo punto il ragazzo può trascorrere del tempo nella casa degli uomini, dove impara cose riguardo alle cerimonie, ai miti, alla medicina tradizionale, e a suonare il flauto.
Tradizionalmente, quando il ragazzo è capace di cacciare grossi animali e conosce le varie cerimonie attorno all'eta di 14-15 anni, gli vengono forate le orecchie in un rituale. Questo rito, ora obsoleto, segnava che il ragazzo era pronto per sposarsi.
Poco tempo dopo questi rituali, o dopo essersi sposato, il giovane uomo riceve il suo terzo nome da adulto. Oggigiorno nella cultura di questi indigeni forare l'orecchio non è necessario al ragazzo per ricevere il nome da adulto. Deve solo avere ricevuto la conoscenza necessaria ed essere di età adatta. Alcuni uomini cambiano nome più avanti quando il loro status sociale aumenta.

### Donne
Alle ragazze vengono forati i nasi all'età di circa 12 anni, anche se oggigiorno alcuni Rikbaktsa lo praticano ancora, e altri no. A questa età prendono la "medicina della foresta" per ridurre il dolore che sentiranno quando metteranno un bambino alla luce. I padri decidevano il momento in cui le figlie dovevano avere dei tatuaggi applicati alla faccia in una cerimonia, tatuaggi che conferivano alla donna la possibilità di essere sposata; questo rito non è più praticato. Dopo il matrimonio una donna può scegliere un nuovo nome che sostituirà quello ricevuto da bambina.

## Sussistenza e attività economica
Anche se l'agricoltura è importante nella vita tribale, i Rikbaktsa si considerano come un gruppo di cacciatori-raccoglitori. La conoscenza tradizionale delle risorse naturali viene trasmessa tramite generazioni e tra gruppi di membri con libertà. Ogni famiglia produce e consuma in genere il proprio cibo. La cooperazione con altra gente avviene solo durante i rituali dell'agricoltura e in poche altre occasioni.
I Rikbaktsa usano la tecnica dell'agricoltura taglia e brucia, dove mezzo ettaro di campi adibiti alla piantagione vengono ripuliti con il fuoco ogni 2 o 3 anni. I vecchi campi vengono lasciati da parte e vengono riassorbiti nella foresta. I Rikbaktsa coltivano con frequenza piante di riso, cassava, mais, fagioli, cotone, urucu, banane, arachidi, canna da zucchero, e zucche.